# Diana Evans
Diana Omo Evans FRSL (1972, Londres) é uma romancista, jornalista e crítica britânica. O seu primeiro romance, 26a, publicado em 2005, ganhou o Orange Award for New Writers, o Betty Trask Award e o prêmio deciBel Writer of the Year. O seu terceiro romance Ordinary People foi selecionado para o Prêmio Baileys Feminino de Ficção de 2019 e ganhou o Prêmio South Bank Sky Arts de Literatura de 2019. A House for Alice foi publicada em 2023.
Além de escrever ficção, Diana Evans contribui com ensaios e críticas literárias para a imprensa nacional. Foi homenageada como membro da Royal Society of Literature em 2020.

## Biografia
Filha de mãe nigeriana e pai inglês, Diana Evans nasceu e cresceu em Neasden, noroeste de Londres, com os seus pais e cinco irmãs, uma das quais sua irmã gêmea. Também passou parte de sua infância em Lagos, na Nigéria.
Licenciou-se em estudos de mídia na Universidade de Sussex. Enquanto estava em Brighton, foi dançarina no grupo de dança africana Mashango. Completou os seus estudos com um mestrado em escrita criativa na Universidade de East Anglia e aos 25 anos começou a trabalhar como jornalista, contribuindo com artigos de interesse humano e crítica de arte para uma série de revistas e jornais no Reino Unido. Publicou entrevistas com celebridades e trabalhou como editora da Pride Magazine e da revista literária Calabash. Contribuiu regularmente com ensaios e críticas literárias para Marie Claire, The Independent, The Observer, The Guardian, The Daily Telegraph, Financial Times, Time, The New York Review of Books e Harper's Bazaar.

## Obra
O seu primeiro romance, 26a, "um Bildungsroman que centra o seu enredo no processo de crescimento de dois gêmeos idênticos de origem nigeriana-britânica, Georgia e Bessi", inspirado na sua própria vivência, foi publicado em 2005 com grande aclamação da crítica, tendo sido, desde então, traduzido para 12 idiomas. Foi selecionado na categoria de Primeiro Romance tanto para as competições Whitbread Book Award e Commonwealth Writers' Prize, vencendo o Orange Award for New Writers. Carol Birch, do The Independent, disse sobre 26a que "Evans escreve com tremenda energia e coragem. Seu ouvido para o diálogo é excelente" e embora tenha suas críticas, conclui que a autora "produziu um livro consistentemente legível, cheio de personagens agradáveis: um estudo sobre a perda que tem grande coração e humor."
O segundo romance de Evans, The Wonder (2009), explora o mundo da dança no contexto da imigração caribenha para o Reino Unido, da gentrificação de Londres e do vínculo entre pai e filho. Maggie Gee, escrevendo no The Independent, chamou-o de "uma obra de arte séria, com frases como fitas de seda enroladas em torno de um esqueleto de imagens assustadoras. ... A conquista mais central de The Wonder é explorar o que a arte significa na vida humana".
O seu terceiro romance, Ordinary People (2018), é um retrato da vida familiar de dois casais negros na casa dos 30 anos, a viver no sul de Londres, num ano marcado pela eleição de Barack Obama e pela morte de Michael Jackson. Ordinary People foi o vencedor do South Bank Sky Arts Award, tendo também sido selecionado para o Baileys Women's Prize for Fiction, o Orwell Prize for Political Fiction e o Rathbones Folio Prize.
A House for Alice, foi publicado em 2023 e é o seu quarto romance. Caracterizado como "a primeira memorialização de Grenfell na ficção", recebeu a segunda nomeação de Diana Evans para o Prêmio Orwell de Ficção Política. Harper's Bazaar descreveu o romance como "uma obra-prima do estado da nação".

## Publicações

### Romances
- 26a, ISBN 978-0-7011-7888-8, London: Chatto & Windus, 2005
- The Wonder, ISBN 978-0-7011-7797-3, London: Chatto & Windus, 2009
- Ordinary People, ISBN 978-1784742157, London: Chatto & Windus, 2018
- A House for Alice. London: Chatto & Windus, 2023. ISBN 978-1784744267ISBN 978-1784744267.[32][33]

### Contos
- "Journey Home", em Newland, Courttia; Kadija George, eds. (2000). IC3: The Penguin Book of New Black Writing in Britain. London: Hamish Hamilton. ISBN 978-0-241-14074-1 (2000). IC3: O Livro Pinguim da Nova Escrita Negra na Grã-Bretanha . Londres: Hamish Hamilton . ISBN <bdi>978-0-241-14074-1</bdi> .
- "The Beginning", em McCarthy, Karen, ed. (2003). Kin: new fiction by black and Asian women. London: Serpent's Tail. ISBN 978-1-85242-852-5 (2003). Kin: nova ficção de mulheres negras e asiáticas . Londres: Cauda da Serpente . ISBN <bdi>978-1-85242-852-5</bdi> .
- "Another Saturday Night (Sam Cooke, 1963)", em Too Much Too Young: The Book Slam Annual Vol. II. London: Book Slam Productions. 2012. ISBN 978-1-908615-58-9 II . Londres: Book Slam Productions. 2012. ISBN <bdi>978-1-908615-58-9</bdi> .
- "Thunder", em Busby, Margaret, ed. (2019). New Daughters of Africa: An International Anthology of Writing by Women of African Descent. Oxford: Myriad Editions. ISBN 978-1912408009 (2019). Novas Filhas da África: Uma Antologia Internacional de Escrita de Mulheres Afrodescendentes . Oxford: uma miríade de edições . ISBN <bdi>978-1912408009</bdi> .
- "The Repeating House", Noite Profunda, Noite Escura, Shakespeare's Globe, 2019[34]
- "Singular", Obras Curtas, BBC Radio 4, 2019[35]

## Prêmios
| Obra              | Ano                                           | Prêmio                                                | Notas    |
| ----------------- | --------------------------------------------- | ----------------------------------------------------- | -------- |
| 26a               | 2005                                          | Orange Award for New Writers                          | Vencedor |
| 26a               | 2005                                          | Betty Trask Award, Society of Authors                 | Vencedor |
| 26a               | 2005                                          | Guardian First Book Award                             | Nomeado  |
| 26a               | 2005                                          | Whitbread Book Awards, First Novel Category           | Nomeado  |
| 26a               | 2006                                          | Commonwealth Writer's Prize, Best First Book Category | Nomeado  |
| 26a               | 2006                                          | deciBel Writer of the Year award, British Book Awards | Vencedor |
| 26a               | 2006                                          | Times/South Bank Show Breakthrough Award              | Nomeado  |
| 26a               | 2007                                          | Arts Foundation Fellowship                            | Nomeado  |
| 26a               | 2007                                          | International Dublin Literary Award                   | Nomeado  |
|                   | 2013                                          | Arts Council England Grant for the Arts Award         |          |
| 2017              | Arts Council England Grant for the Arts Award |                                                       |          |
| Ordinary People   | 2018                                          | Andrew Carnegie Medal for Excellence in Fiction       | Nomeado  |
| Ordinary People   | 2019                                          | Precious Lifestyle Award                              | Nomeado  |
| Ordinary People   | 2019                                          | South Bank Sky Arts Award                             | Vencedor |
| Ordinary People   | 2019                                          | Women's Prize for Fiction                             | Nomeado  |
| Ordinary People   | 2019                                          | Rathbones Folio Prize                                 | Nomeado  |
| Ordinary People   | 2019                                          | Orwell Prize for Political Fiction                    | Nomeado  |
| Ordinary People   | 2019                                          | Glass Bell Award, for Ordinary People                 | Nomeado  |
| Ordinary People   | 2019                                          | Prix Femina                                           | Nomeado  |
| Ordinary People   | 2019                                          | Grand prix des lectrices de Elle                      | Nomeado  |
|                   | 2020                                          | Membro Royal Society of Literature                    |          |
| A House for Alice | 2023                                          | Orwell Prize for Political Fiction                    | Nomeado  |

## Links externos
- Sítio oficial
- Lisa Allardice, "Diana Evans: 'There's a ruthlessness in me towards writing'" (interview), The Guardian, 2018.